# Irene García Higuera
Irene García Figuera és una científica espanyola en l'àmbit de la Bioquímica i Biologia Molecular. Actualment és investigadora en el grup de Xarxes metabòliques i senyalitzadores de la malaltia del Centre de Biologia Molecular Sever Ochoa (CBMSO)-UAM, pertanyent al Consell Superior de Recerques Científiques (CSIC). També és Professora Contractada Doctor del Departament de Biologia Molecular de la Facultat de Ciències a la Universitat Autònoma de Madrid (UAM).
Com a docent, va ser professora de Bioquímica i Biologia Cel·lular a la Universitat Europea de Madrid de 2017 a 2019. Des de 2019 és Professora Contractada Doctor a la Universitat Autònoma de Madrid (UAM).
Durant la seua trajectòria professional ha publicat nombrosos articles en revistes de gran impacte com a Molecular Cell, Nature Communications o Nature Cell Biology.
Ha contribuït al desenvolupament de diverses línies de recerca en biomedicina, entre elles: estudi de la síndrome genètica Anèmia de Fanconi i caracterització fisiològica de la ubiquitina ligasa APC/C-Cdh1.